# 瓦莱丽·扬
瓦莱丽·扬（英語：Valerie Young，1937年8月10日—），新西兰女子田径运动员。她曾代表新西兰参加1958年、1962年、1966年和1974年英联邦运动会田径比赛，获得五枚金牌、一枚银牌和一枚铜牌。